# 1392

## أحداث
- تأسيس مدينة تشيلم وتقع حاليا في بولندا.

### تاريخ غير معروف
- الثورة في غوريو: قائد الثورة الجنرال يي سونغ غاي يخلع الملك غونغيانغ ويتوج نفسه ملكاً بدعم من مملكة مينغ, منهياً بذلك مملكة غوريو ومؤسساً لمملكة جوسون. تم نفي غونغيانغ ملك غوريو وقتله فيما بعد .

## مواليد
- يوحنا الثامن باليولوج

## وفيات
- 25 من ذي القعدة وفاة الشيخ اللغوي محمد محيي الدين عبد الحميد